# Waterberg Plateau National Park

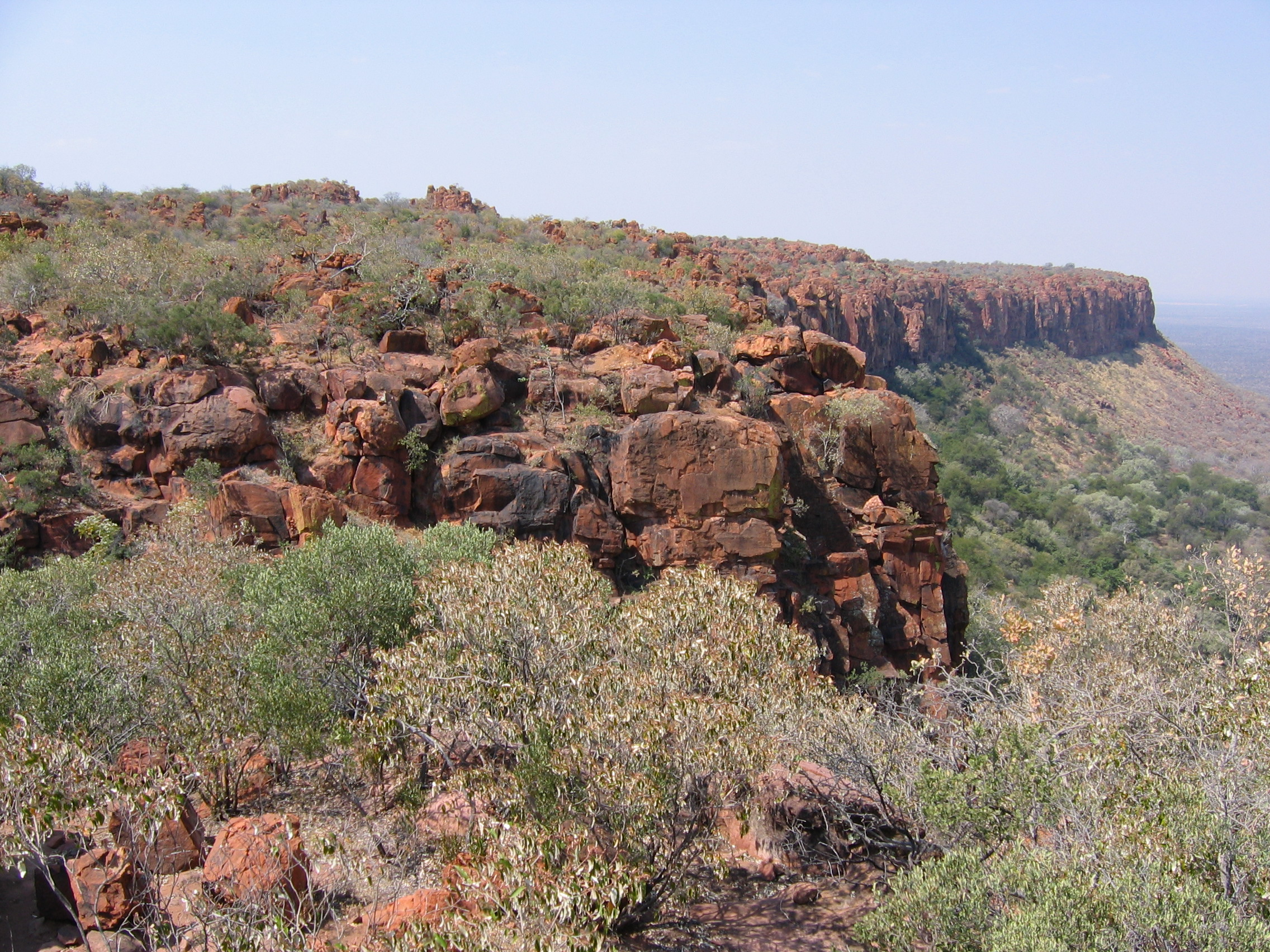
Top van het Waterberg Plateau

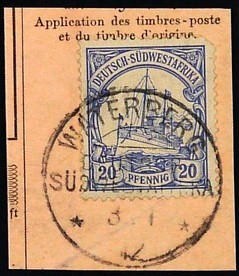
Postzegels voor Duitse Zuidwest-Afrika poststempel Waterberg

Het Waterberg Plateau National Park is een nationaal park in centraal Namibië, gelegen op het gelijknamige Waterberg Plateau. Het ligt 68 kilometer ten oosten van Otjiwarongo. Het beslaat een gebied van 405 km² en werd geopend door het lokale Ministerie van Milieu en Toerisme in 1972.
Het park heeft een prominente plaats in Namibië door zijn centrale en hoge ligging van 1885 meter boven het zeeniveau. Het plateau torent bijna 200m boven zijn omgeving uit. Doordat het gebied vrij ontoegankelijk is voor de mens worden er sinds de opening in 1972 bedreigde diersoorten geplaatst in het reservaat, vooral om stroperij tegen te gaan. Dit bleek een succes en door de groeiende populatie van bedreigde diersoorten in het park kunnen populaties in andere parken worden aangevuld met dieren uit het Waterberg Plateau Park. Zo werd in 1989 de zwarte neushoorn teruggebracht in Damaraland, een gebied in het noorden van Namibië dat door de Damara bewoond wordt. 
Het park heeft een grote hoeveelheid fauna. Er leven 200 verschillende soorten vogels en 25 soorten zoogdieren, waaronder de witte en zwarte neushoorn en de sabelantiloop.
In het begin van de 20e eeuw was het park de locatie voor een belangrijk deel van de Namibische geschiedenis. De Namibische Genocide nam een belangrijke wending in 1904 aan de voet van het Waterberg Plateau. Op 11 juni 1904 arriveerde de Duitse generaal Lothar von Trotha in Swakopmund en nam het militaire gezag op zich. In tegenstelling tot de gouverneur Theodor Leutwein onderhandelde Von Trotha niet meer met de Herero over het gebied. Hij verklaarde hun de oorlog en de strijd verhevigde zich. De Duitse troepen hadden de beschikking over mitrailleurs en zware artillerie en vele Hererosoldaten sneuvelden in verschillende treffen. Op 11 augustus werden de opgejaagde Herero definitief verslagen bij Ohamakari, een plaatsje bij het plateau. De Herero vluchtten hierop de Omaheke (het zandveld) in, in de richting van Bechuanaland, het huidige Botswana.